# АЛФА 15 HP
АЛФА 15 КС е италиански автомобил, произвеждан от A.L.F.A. от 1911 до 1913.

## История
АЛФА 15КС използва платформа на АЛФА 24КС Корса. Автомобилът е проектиран от Джузепе Мероси. Мощността на двигателя е 45 конски сили.

## Производство
Както при предишните модели производството се осъществява в завода Портелло в Милано. Произведени са около 100 екземпляра.